# تری‌گلیسرید

تری‌گلیسرید (به انگلیسی: Triglyceride) یا تری آسیل گلیسرول نوعی لیپید است که در بدن انسان نقش مهمی ایفا می‌کند. در بافت‌های چربی بدن، تری‌گلیسرید نقش عایق‌بندی و ذخیرهٔ انرژی را دارد. این ماده از یک گلیسرول و سه اسید چرب تشکیل یافته‌است.
تری‌گلیسرید یا تری‌آسیل گلیسرول از ترکیب یک الکل سه‌عامله (گروه هیدروکسیل یا oH-) به‌نام گلیسرول و سه اسید چرب ایجاد می‌شود. نام اختصاری آن T.G است. تری‌گلیسرید شکل مهمی از ذخیرهٔ انرژی است و نسبت به قندها دارای میزان انرژی نهفته (انرژی پتانسیل) بیشتری است. همچنین این مولکول از نظر شیمیایی مولکولی بی‌اثر (Inert) است و خصلت آب‌گریزی (چربی‌دوستی) آن نیز از وجوه متمایزکنندهٔ آن نسبت به کربوهیدرات‌هاست. تری‌گلیسرید جزء اصلی لیپوپروتئین بس‌کم‌چگالی (VLDL) و کیلومیکرون (CHY) است.
تری‌گلیسیریدها اجزای اصلی بافت چربی در انسان و سایر مهره‌داران و همچنین روغن‌های گیاهی هستند. آن‌ها همچنین در خون وجود دارند تا امکان انتقال دو طرفهٔ چربی-چربی و گلوکز خون از کبد را فراهم کنند و جزء اصلی چربی‌های پوست انسان هستند

## طبقه‌بندی
بسیاری از انواع تری‌گلیسیرید وجود دارد که با روش‌های متفاوت، طبقه‌بندی می‌شوند. یکی از روش‌های طبقه‌بندی آن‌ها، مبتنی بر اشباع یا غیراشباع بودن آن‌هاست. چربی‌های اشباع‌شده گروه C=C ندارند اما چربی‌های غیراشباع دارای یک یا چند گروه C=C هستند. چربی‌های غیراشباع نسبت به آنالوگ‌های اشباع‌شده، نقطهٔ ذوب پایین‌تری دارند. در نتیجه، آن‌ها اغلب در دمای اتاق مایع هستند. برای مثال، اسید استئاریک، اشباع‌شده و، اسید اولئیک، الایدیک اسید و اسید واکسنیک، غیراشباع هستند.

### چند نمونه از اسیدهای چرب اشباع
- بوتریک اسید با ۴ اتم کربن (موجود در کره)
- لوریک اسید با ۱۲ اتم کربن (موجود در روغن نارگیل، روغن پالم و شیر مادر)
- میریستیک اسید با ۱۴ اتم کربن (موجود در شیر گاو و فراورده‌های لبنی)
- پالمیتیک اسید با ۱۶ اتم کربن (موجود در روغن نخل و گوشت)
- اسید استئاریک با ۱۸ اتم کربن (موجود در گوشت و کره کاکائو)

### چند نمونه از اسیدهای چرب غیراشباع
- میریستولئیک اسید، اسید ساپینیک، پالمیتولئیک اسید، اسید اولئیک، پتروسلینیک اسید، سیس -واکسنیک اسید، واکسنیک اسید، الیدیک اسید، اسید لینولئیک، اسید لینولنیک، اسید پائولینیک، گادولین اسید، اروسیک اسید، اسید براسیدیک، نرونیک اسید و اسید آراشیدونیک

## اهمیت بالینی

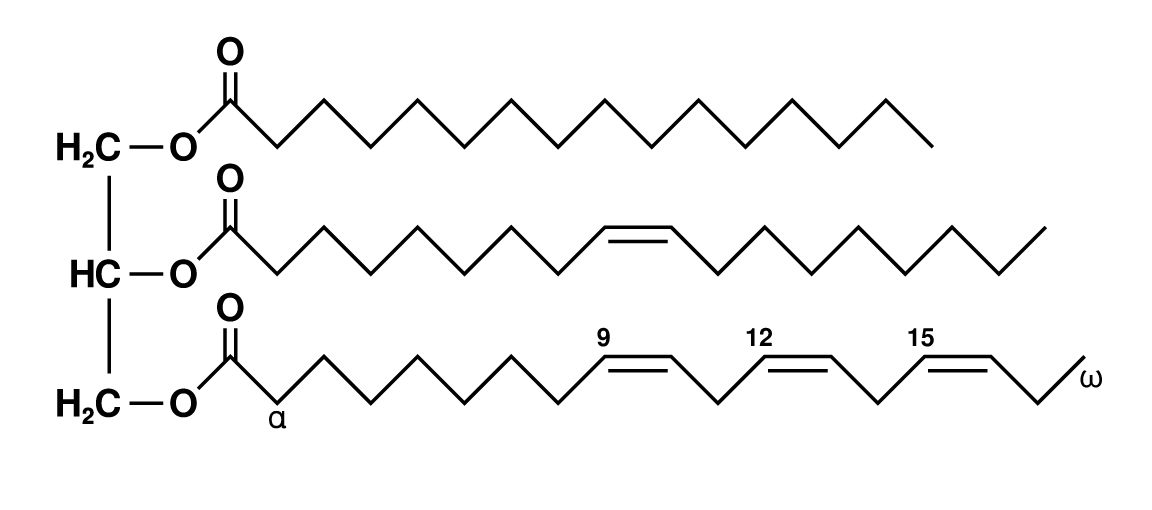
فرمول مختصر یک مولکول تری گلیسیرید چربی

هنوز میزان تأثیر تری‌گلیسرید بالا در ضخیم شدن دیوارهٔ عروق قلبی که باعث بالا رفتن خطر سکته مغزی و قلبی و بیماری‌های قلبی-عروقی مشخص نیست. با این‌حال از تری‌گلیسیریدها در جلوگیری از سکتهٔ قلبی استفاده می‌شود که به‌وسیله کپسول‌های که حاوی تری‌گلیسرید هستند می‌توان گرفتگی مجاری قلب را رفع کرد.

### جذب
جذب تری‌گلیسریدهای غذا در روده و پس از اثر آنزیم لیپاز و تجزیه آن‌ها به مونوگلیسرید صورت می‌گیرد. سپس در سلول‌های روده مجدداً تری‌گلیسرید تشکیل و از طریق کیلومیکرون‌ها و دستگاه لنفاوی وارد گردش خون وریدی می‌شود. محل اصلی متابولیسم تری‌گلیسرید در بدن، سلول‌های کبد و سلول‌های چربی است.

### کاهش تری‌گلیسرید
مصرف کمتر کربوهیدرات، پرهیز از مصرف شکر و غذاهای فرآوری‌شده، محدود کردن کلسترول در رژیم غذایی، مصرف کمتر چربی و در عوض مصرف چربی‌های سالم‌تر، محدود کردن و در نهایت متوقف کردن نوشیدن الکل، ورزش مداوم و متعادل.

## انرژی
انرژی تولیدشده از یک گرم تری‌گلیسرید برابر با حدود دو برابر انرژی تولیدشده از یک گرم کربوهیدرات است.